# Антоновичи (Житомирская область)
Антоновичи (укр. Антоновичі) — село на Украине, находится в Овручском районе Житомирской области.
Код КОАТУУ — 1824287302. Население по переписи 2001 года составляет 523 человека. Почтовый индекс — 11122. Телефонный код — 4148. Занимает площадь 1,252 км².

## Адрес местного совета
11122, Житомирская область, Овруцкий р-н, с.Словечно